# Nagy Zoltán (ideggyógyász)
Nagy Zoltán (Budapest, 1942. június 22. –) magyar orvos, ideggyógyász.

## Szakmai életút
1966-ban végzett summa cum laude minősítéssel a Budapesti Orvostudományi Egyetem Általános Orvostudományi Karán. Az egyetem II. Patológiai Intézetében 1969-ben patológus szakképesítést szerzett. 1971-ben az akkori II. sz. Neurológiai és Pszichiátriai Klinikára került. Itt 1974-ben neurológiából, 1977-ben pszichiátriából szakvizsgát tett, 1980-ban neuropatológiai képesítést szerzett. 1981-ben lett a klinika Cerebrovascularis osztályának vezetője és az Ér- és Szívsebészeti Klinika konzíliáriusa. A klinikán a betegellátó oktató és kutató tevékenység mellett a Neuropatológiai Laboratórium munkatársaként a kliniko-patológiai, illetve a kísérletes neuropatológiai munkában is részt vállalt.
Időközben adjunktus, docens, majd 1991-ben egyetemi tanári kinevezést kapott. 1980-tól kezdődően egyre nagyobb szakmai önállóságot élvezve kutatócsoportot hozott létre. A Klinika átszervezését követően, már a Pszichiátriai Klinika Cerebrovascularis osztályán folyt az organikus, döntően vascularis betegek ellátása. 1987-től Magyar professzor mellett klinikai igazgatóhelyettes.
1994-ben kinevezést nyert az Agyérbetegségek Országos Központjának igazgatására, majd a Központ Országos Pszichiátriai és Neurológiai Klinikai elhelyezését követően átkerült ebbe az intézetbe, mint osztályvezető és stroke igazgató.
2000-ben a Hajnal Imre Egészségtudományi Egyetem Neurológiai Tanszékének vezetését nyerte el, és a tanszéket később mint Vascularis Neurológiai Tanszéket vezette az egyetem megszüntetéséig.
2002-ben az OPNI főigazgatására kapott kinevezést. Az országos intézetben a teljes körű ideg-elmegyógyászati betegellátást, kutatást és oktatást igyekezett erősíteni. Neurológiai rehabilitációs osztályt nyitott, a Semmelweis Egyetem Geriátriai Tanszékének adott működési lehetőséget. Új egységeket alakított ki, mint sejtbiológiai, véralvadási kutató laboratóriumok. Kisállat műtőt indított. Az Intézet megszüntetéséig főigazgató főorvos, majd 2007-ben mint főigazgató nyugdíjazták.
2007-től a Semmelweis Egyetem Általános Orvosi Karának Kardiológiai Tanszékén a Vascularis Neurológiai Tanszéki Csoportban dolgozik rész-állású egyetemi tanárként, jelenleg (2019) a Kardiológiai Tanszéken tanácsadó, kutatócsoport-vezető.
2007-től ugyancsak professzori kinevezést nyert a Pannon Egyetem Műszaki Informatikai Karára mint kutatóprofesszor, ahol létrehozta a Bioelektromos Agyi Képalkotó Laboratóriumot. 2010-2012 decemberéig a Pető András Közhasznú Alapítvány kuratóriumának elnöke.
2012 februárjától megbízást kapott az Országos Idegtudományi Intézet vezetésére, ahonnan 2018-ban ment nyugdíjba.
Jelenleg (2019) a Semmelweis Egyetem és a Pannon Egyetem emeritus professzora, az OKITI neuro-epidemiológiai munkacsoport vezetője, az ETT-TUKEB tagja (2010-től), a Semmelweis Egyetem Konzisztóriumának elnöke, a MAB Felülvizsgálati Bizottságának tagja.

## Hosszabb tanulmányutak
Berlin, Charité 1969 és 1976 (3-3 hónap)
Prága, a Csehszlovák Tudományos Akadémia Fiziológiai Kutató Csoportjában vendégkutató 1974 (6 hónap)
Montreál, Mc Gill Egyetem Neurológiai Intézete 1977-79 (27 hónap), 1982 (3 hónap)
Moszkva, Neurológiai Intézet 1980 (3 hónap)
Bethesda (USA, Maryland) NIH NINCDS Neurobiológiai Laboratóriuma 1984-1987 (27 hónap)

## Tudományos pálya, szakmai megbízatások
1981-ben az Orvostudományok Kandidátusa, 1992-ben az Orvostudományok Doktora (MTA doktora) címet nyerte el. Három alkalommal javasolják az MTA levelező tagságára. Mint köztestületi tag 2 alkalommal választott képviselő az Akadémia Orvosi Osztályán
1990-1994 között az OTKA Élettudományi Szakbizottság tagja, illetve ugyanebben az időben a Magyar Akkreditációs Bizottság Orvosi Szakbizottság tagja,
2002-2006 között az MTA Orvosi Osztályának Konzervatív Orvostudományi Doktori Bizottságának tagja.
1988-tól 2008-ig a Neurológiai Szakmai Kollégium tagja, 1990-1995 között elnöke. Ugyancsak ebben az időben tagja volt az Angiológiai, valamint a Geriátriai Szakmai Kollégiumoknak. 2010-től 2016-ig a Szakmai Kollégium Neurológiai Tagozatának elnöke

## Oktató tevékenység
Irányítása alatt 24 hallgató védte meg PhD-téziseit. Jelenleg (2019) 4 PhD-hallgatóval dolgozik.
Rendszeresen tart tantermi és továbbképző előadásokat magyar és angol nyelven.

## Publikációs tevékenység
Több mint 380 közleménye jelent meg, ebből 231 idegen nyelvű közlemény. 43 könyvfejezetben dolgozta fel eredményeit. Négy szakkönyvet szerkesztett, egy tanulmánykötete jelent meg.

## Elismerései és kitüntetései
- Kiváló orvos (1988)
- Springer Kiadó nívó díja (1999)
- Széchenyi Professzori Ösztöndíj (1996-2000)
- Orvosi Hetilap Markusovszky-díj (2000, 2005)
- Semmelweis Egyetem, Doktori Iskola kiváló PhD-oktató (2001, 2008)
- Életműdíj Sanofi Chinoin (2004)
- Gömöri Pál-emlékérem (2004)
- Fehér Dániel-díj (Magyar Professzorok Világtanácsa) (2006)
- Ideggyógyászati Szemle legjobb közlemény díj (2008)
- Magyar Köztársaság Lovagkeresztje (2011)
- Budapest Emlékérem (2012)
- Budapest II. kerületének díszpolgára (2014)
- „Környey Emlékfa” elismerés (2016)
- Batthyány-Strattmann-díj (2016)
- Semmelweis Ignác-díj (2017)
- Pásztor Emil-emlékplakett (2018)

## Szakmai, tudományos tevékenysége
Kutató munkáját kezdetben Jellinek professzor mellett az érpatológia területén fejtette ki. Az erek érbelhártyájának barrier funkcióját vizsgálta. Egy új típusú jelzőanyaggal fény és elektronmikroszkópos szinten igazolta a magas vérnyomás érkárosító hatását.
A kísérletes neuropatológia területén a vér-agy gát kutatás volt érdeklődése középpontjában. Montrealban Hanna Pappiusszal, Hüttner Istvánnal, az USA-ban Milton Brightmannel dolgozott. Számos új eredménnyel járult az endothel sejtek közötti záró kapcsolat struktúrájának leírásához és működésének feltárásához. Ezek az eredmények általánosan elfogadottá váltak. Izolált agyi kapillárisokban igazolta a záró kapcsolatok stabilitásában a Ca ionok szerepét, illetve elsőként tenyésztett agyi mikroér endothel sejteket astroglia sejtek jelenlétében. Ezzel kapcsolatban a két sejt-típus egymásra hatását munkatársaival elsőként írta le. Ezzel megteremtette a „mesterséges vér-agy gát” modell rendszerét, ami egy új kutatási irány kezdetét jelentette, a gyógyszerkutatásban ma is széles körben alkalmazzák a módszer továbbfejlesztett változatait. Humán agyi mikroér endothel sejtek tenyésztésével modellt alakított ki az agyi endothelium és a véralvadási faktoros szerepének kutatására.
Patkányon stroke modellt állított be és ezen az őssejtek hatását, az agyi plaszticitásra ható molekulák mechanizmusát vizsgálta.
Az agyi plaszticitási vizsgálatok keretében stroke betegeken 128 csatornás EEG-vel kutatja a stroke-ot követően a motoros működés helyreállását. Az EEG alapú képalkotás különböző lehetőségeit fejlesztette ki. Újabb vizsgálataiban a képalkotó modalitások kombinálásának lehetőségeit vizsgálja. Kutatja az esemény-függő fMRI és EEG változások hátterének neurobiológiai jelenségeit.
1988-ban kezdeményezte a hazai stroke beteg ellátás megszervezését. Munkatársaival megfogalmazta a Nemzeti Stroke Program célkitűzéseit és a megvalósítást irányította. A Magyar Stroke Társaság alapító elnöke volt, ugyancsak alapító elnöke a Közép-európai Stroke Társaságnak. A stroke ellátás fejlesztésén az Agyérbetegségek Központjának igazgatójaként tevékenykedett. Az új diagnosztikai és kezelési módszerek bevezetésében tevékenyen részt vállalt. Így a trombolízis, a dekompressziós sebészet, illetve a thrombectomiás beavatkozások országos szervezésében.
Munkássága megoszlott a stroke alapkutatás és a betegellátás között. Igazi sikerének azt tartja, hogy tanítványai ma már vezető szakemberek a hazai betegellátásban, a stroke-ellátásban.

## Egyéb információk
- http://archiv.masodikkerulet.hu/kerulet/keruletidijazottak/prof_dr_nagy_zoltan.html